# Geoporophilus angustus
Geoporophilus angustus är en mångfotingart som beskrevs av Filippo Silvestri 1919. Geoporophilus angustus ingår i släktet Geoporophilus och familjen storjordkrypare. Inga underarter finns listade i Catalogue of Life.